# Sergio Ramírez
Sergio Ramírez Mercado (Masatepe, Masaya, 5 de agosto de 1942) é um escritor, advogado, jornalista e político nicaraguense. Foi vice-presidente do seu país  entre 10 de janeiro de 1986 e  25 de abril de 1990, durante o mandato de Daniel Ortega.

## Carreira
Integrou-se à  oposição ao governo de Anastasio Somoza e, em 1977, liderou o Grupo de los Doce, formado por intelectuais, empresários, sacerdotes e dirigentes civis que apoiavam a Frente Sandinista de Libertação Nacional (FSLN).
Antes e depois do triunfo da Revolução Sandinista, em 19 de julho de 1979, fez parte da Junta de Governo de Reconstrução Nacional, presidiu o Conselho Nacional de Educação e fundou o Editorial Nueva Nicaragua (ENN) em 1981.
En 1984 foi eleito vice-presidente Nicarágua como companheiro de chapa de Daniel Ortega. Nas eleições de 25 de fevereiro de 1990, o poder passaria a Violeta Barrios de Chamorro, presidente eleita e líderda Unión Nacional Opositora (UNO).
De 1990 a 1995 liderou a bancada sandinista na  Assembleia Nacional da Nicarágua. Em 1991 foi eleito membro do Diretório Nacional da FSLN. No Parlamento, Ramírez promoveu a reforma da Constituição de 1987, para dar-lhe um conteúdo mais democrático. Estas reformas, aprovadas em 1995, selaram suas diferenças com a cúpula dirigente da  FSLN, partido ao qual Ramírez renunciou naquele mesmo ano para fundar o Movimento Renovador Sandinista(MRS) do qual foi candidato presidencial nas eleições de 1996. Desde então retirou-se da atividade política partidária.
O escritor é um crítico do governo de Daniel Ortega (em seu segundo mandato, 2007-2012)  e por isso foi oficialmente vetado, no final de 2008, como autor do prefácio da antologia de Carlos Martínez Rivas que seria publicada pelo jornal espanhol El País em 2009, na sua coleção dedicada aos grandes poetas de língua espanhola do século XX. O jornal considerou o veto  "inaceitável" e decidiu cancelar a publicação. Vários escritores, dentre os quais Gabriel García Márquez, Carlos Fuentes e Tomás Eloy Martínez,  assinaram um manifesto, protestando contra o  "ato de censura oficial".

## Obras

### Contos e romances
- Cuentos, Editorial Nicaragüense, Managua, 1963
- Tiempo de fulgor, novela, Editorial Universitaria de Guatemala, 1970
- De tropeles y tropelías, contos, 1971
- Charles Atlas también muere, cuentos, Editorial Joaquín Mortiz, México, 1976
- Tiveste medo do sangue? - no original ¿Te dio miedo la sangre?, novela, Monte Ávila Editores, 1977 (reeditado em 1998 por Editorial Anama, Managua)
- Heiliger Bimbam (novela, 1984), en: Erkundungen. 50 Erzähler aus Mittelamerika, Berlín Este, 1988, p. 36-46
- Castigo divino, novela, Mondadori, Madrid, 1988
- Clave de sol (cuentos, 1992)
- Un baile de máscaras, novela, Alfaguara México, 1995
- Cuentos completos, Alfaguara México, 1997
- Margarita, está lindo o mar - no original Margarita, está linda la mar, novela, Alfaguara, 1998
- Catalina y Catalina, Alfaguara México, 2001. Contém 11 contos:
  - La herencia del bohemio, El pibe Cabriola, La partida de caza, Aparición en la fábrica de ladrillos, Perdón y olvido, Gran Hotel, Un bosque oscuro, Ya todo está en calma, La viuda Carlota, Vallejo y Catalina y Catalina
- Sombras nada más, novela, Alfaguara México, 2002
- Mil y una muertes, novela, Alfaguara México, 2004
- El reino animal, relatos, Alfaguara, 2006
- Ómnibus, antología personal, cuentos, Editorial Universidad de Puerto Rico, San Juan, 2008
- Juego perfecto, Editorial Piedra Santa / Amanuense Editorial, Guatemala, 2008; 11 cuentos
- El cielo llora por mí, novela policiaca, Alfaguara, 2009
- Perdón y olvido, antología de cuentos: 1960-2009; Leteo Ediciones, Managua, 2009
- La fugitiva, novela, Alfaguara, 2011
- La jirafa embarazada, cuento infantil, Fundación Libros para Niños, 2013
- Flores oscuras, Alfaguara, 2013. Contiene 12 relatos:
  - Adán y Eva, La puerta falsa, La cueva del trono de la calavera, Ya no estás más a mi lado corazón, Las alas de la gloria, La colina 155, No me vayan a haber dejado solo, Ángela, el petimetre y el diablo, El mudo de Truro, Iowa, El autobús amarillo, Abbott y Costello y Flores oscuras
- Lo que sabe el paladar. Diccionario de los alimentos de Nicaragua, compendio en comidas y recetas, 2014
- Juan de Juanes, relatos, Alfaguara México, 2014
- Sara:  sus páginas beben del mito bíblico de Abraham y Sara, 2015 [3]
- A la mesa con Rubén Darío, relatos. Trilce México, 2016
- Ya nadie llora por mí, 2017

### Ensaios e testemunhos
- Mis días con el rector, Ediciones Ventana, León, Nicaragua, 1965; artículos publicados en el diario La Noticia a raíz del fallecimiento del rector de la Universidad Nacional Autónoma de Nicaragua, Mariano Fiallos Gil
- Hombre del Caribe, Editorial EDUCA, Costa Rica, 1977 (biografía de Abelardo Cuadra)
- El muchacho de Niquinohomo, ensayo biográfico sobre Sandino, Unidad Editorial "Juan de Dios Muñoz", Departamento de Propaganda y Educación Política del FSLN, 1981 (reeditado en 1988 por la editorial Vanguardia, Managua)
- Pensamiento vivo de Sandino, 2 tomos, Editorial Nueva Nicaragua, Managua, 1981
- Balcanes y volcanes, Editorial Nueva América, Buenos Aires, 1983
- El alba de oro. La historia viva de Nicaragua, Editorial Siglo XXI, México, 1983
- Estás en Nicaragua, Munhnik Editores, Barcelona, 1985
- Las armas del futuro, Editorial Nueva Nicaragua, Managua, 1987
- La marca del Zorro, Editorial Nueva Nicaragua, Managua, 1989; 17 horas de conversación con el comandante guerrillero Francisco Rivera Quintero en septiembre de 1988
- Confesión de amor, con prólogo de Ernesto Cardenal; Ediciones Nicarao, Managua, 1991
- Oficios compartidos, Editorial Siglo XXI, México, 1994
- Biografía Mariano Fiallos, Editorial Universitaria, León, Nicaragua, 1997
- Adiós muchachos, Alfaguara 1999; una memoria de la revolución sandinista
- Mentiras verdaderas, Alfaguara México, 2001
- El viejo arte de mentir, Fondo de Cultura Económica, México, 2004
- El señor de los tristes, ensayos literarios, Editorial de la Universidad de Puerto Rico, San Juan, 2006
- Tambor olvidado, Aguilar, San José, Costa Rica, 2007
- Cuando todos hablamos, Alfaguara, 2008; contiene más de 200 artículos publicados en su blog en el portal literario El Boomeran(g)